# Kettingkast

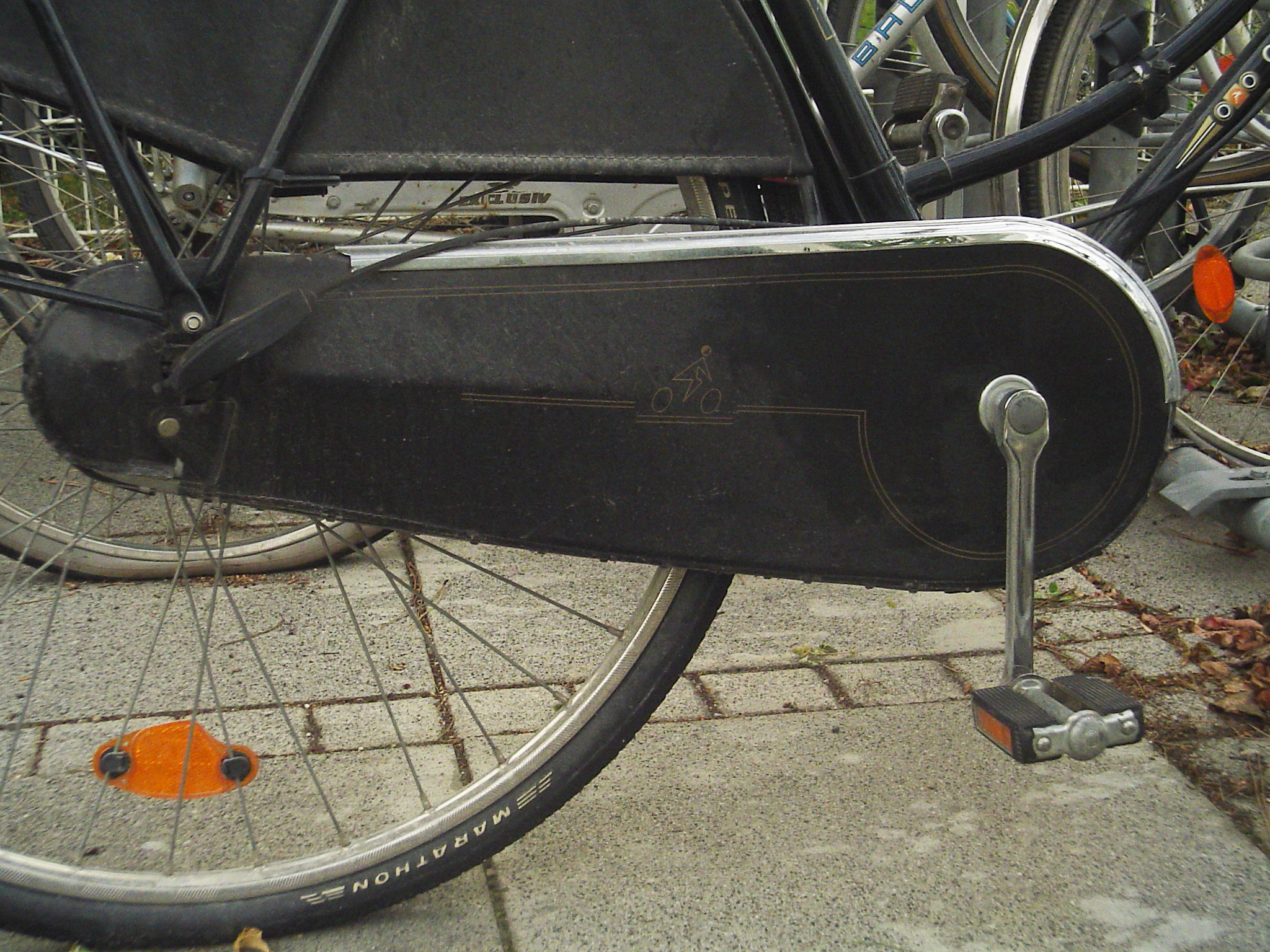
Gesloten linnen kettingkast

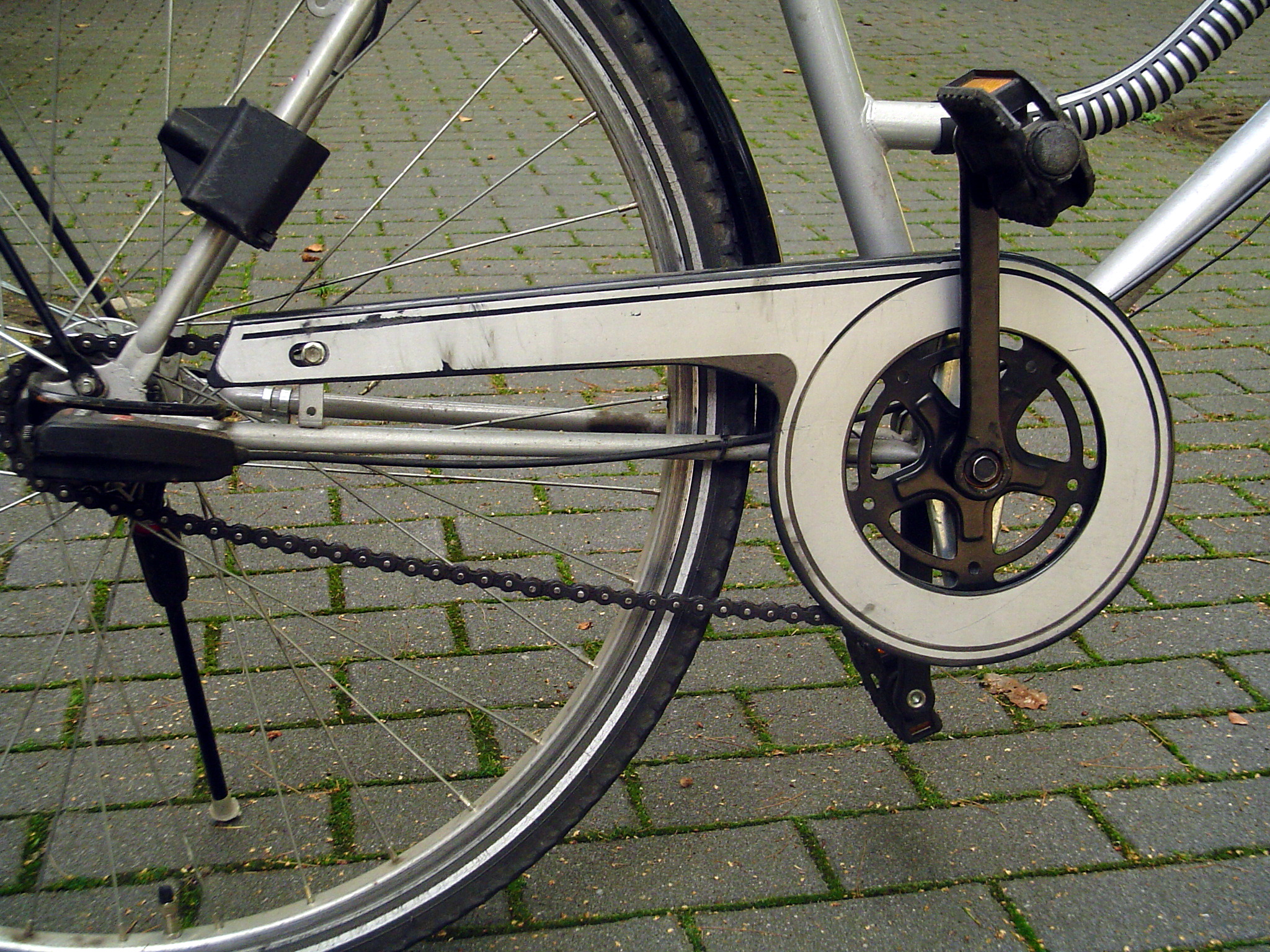
Kettingscherm

Een kettingkast is een onderdeel van een fiets waarin de fietsketting zich bevindt, samen met de tandwielen. De kettingkast is bedoeld om de fietsketting buiten bereik van zand en vuil te houden en om de kleding van de berijder tegen de vette ketting te beschermen. 
Er zijn meerdere soorten kettingkasten:
- halfopen kettingkast, meestal een metalen scherm, die de fietsketting aan de bovenkant afschermt en vaak op sportieve stadsfietsen wordt gezien. Dit type wordt ook wel kettingscherm genoemd. Hij beschermt wel de kleding maar niet de ketting.
- geheel gesloten kettingkast, die van metaal, plastic of van linnen is vervaardigd. Bij de trapas bevindt zich dan een gat. Een harde plastic kettingkast bestaat uit twee delen, die met een plastic spie aan elkaar bevestigd worden. Een linnen kettingkast wordt meestal met een metalen draad aan de onderkant aan elkaar gevlochten.